# Colostygia pontiaria
Colostygia pontiaria är en fjärilsart som beskrevs av Taylor 1906. Colostygia pontiaria ingår i släktet Colostygia och familjen mätare. Inga underarter finns listade i Catalogue of Life.